# عربيزي
العربيزي أو الفرانكو أو العربتيني أو الإنجليزي المُعرب هي أبجدية غير مُحدَّدة القواعد مستحدثة غير رسمية ظهرت خلال العقود الأخيرة من القرن العشرين، يستخدم البعض هذه الأبجدية للتواصل عبر الدردشة على الإنترنت باللغة العربية أو بلهجاتها، وتٌنطق هذه اللغة مثل العربية، إلا أن الحروف المستخدمة في الكتابة هي الحروف اللاتينية والأرقام بطريقة تشبه الشيفرة. ويستخدمها البعض في الكتابة عبر الإنترنت أو رسائل المحمول[بحاجة لمصدر].

## نشأتها
يرجح البعض نشأتها إلى أوائل الألفية الجديدة من خلال شبكات المحادثة المنقولة بالإنترنت كآي آر سي وهو نظام التبادل الفوري المعتمدة في الغالب على أنظمة اليونكس والتي لم تتح سوى الحروف اللاتينية للكتابة، مما أجبر الكثير من العرب على استخدام الحروف اللاتينية، وكانت شبكات الدردشة هذه قد ظهرت قبل ظهور التليفون المحمول والرسائل القصيرة في البلدان العربية، حيث لم تكن الحروف العربية متاحة في الأجهزة الموصولة على شبكة الإنترنت، وقد انتشر استخدام تلك الشبكات لدى الطلبة العرب المبتعثين كطريقة تواصل أوفر مادياً من المكالمات الهاتفية، وللعرب سابقة في الكتابة باللاتينية حيث يكتبون أسمائهم في جوازات السفر بالعربية واللاتينية.
غير أن السبب الرئيسي لانتشار هذا النوع من الأبجدية أقترن مع ظهور خدمة الهاتف المحمول في المنطقة العربية، وذلك لأن خدمة الرسائل القصيرة (sms) تتيح للأبجدية اللاتينية حروف أكثر في الرسالة الواحدة عنها في نظيرتها العربية، مما دفع بعض الذين لا يتقنون الإنجليزية إلي الكتابة بالحروف اللاتينية ولكن بصيغة عربية. وسرعان ما انتشرت بين المستخدمين لتوفير أكبر كم من الحروف كما فضلها المستخدمون الذين اعتادوا علي استخدام الأبجدية اللاتينية لأنها تحل مشكلة عدم دعم بعض الأجهزة للأبجدية العربية.

## نقد
بالرغم من استخدام هذه الأبجدية في الكتابة لدى البعض عبر الأجهزة الإلكترونية، إلا أن هناك العديد من الآراء والحملات انتقدت هذه الطريقة مبررين ذلك بطمسها للغة العربية والأبجدية الأصلية وتشويهها. وبعد ذلك دخلت في محركات البحث عبر تقنيات متقدمة كلغة مستحدثة يمكن البحث عنه وتدعمها شركة جوجل دعم فني خاص.

## الاستعمالات
في الدردشة العربية تستبدل بعض الأحرف في اللغة العربية التي لا يوجد لها مقابل بأرقام تشابه لحد ما الأحرف العربية ويمكن أيضا أن تسمى العربية بحروف لاتينية ولا تستعمل إلا من قبل العرب سوياً.
تستخدم أيضاً في الألعاب الإلكترونية الحديثة حيث يستخدمها الشباب العربي للتواصل فيما بينهم على منصات الألعاب التي لا تدعم الأحرف العربية.

### بالأرقام
وهي غير موحدة فمثلاً البعض يقرأ الرقم (9) على أنه يقابل الحرف (ق) والبعض يستخدمه مقابل الحرف (ص)
- 2 = همزة مثل كلمة سؤال تكتب so2al وكلمة سبأ تكتب saba2
- 3 = ع ويمكن كتابة حرف غ بالشكل التالي '3
- 4 = ش والبعض الآخر يستخدمها مقابل حرف (ذ)
- 5 = خ
- 6 = ط
- 7 = ح
- '7 = خ
- 8 = ق
- 9 = ص أو ق
- 9'= ض

أما ما عدا ذلك فيكتب بتغيير الحرف العربي بمقابل من اللاتيني. وفي ما يلي الأبجدية العربية مع مقابل كل حرف:
| - أ = a - ب = b - ت = t - ث = th - ج = j - ح = 7 - خ = kh ويمكن أن تُكتب '7 أو 5 - د = d - ذ = th ويمكن أن تُكتب 4 - ر = r - ز = z - س = s - ش = sh ويُمكن أن تُكتب 4 - ص = 9 - ض = 9' - ط = 6 - ظ = '6 | - ع = 3 - غ = '3 - ف = f - ق = 8 أو 9 - ك = k - ل = l - م = m - ن = n - هـ = h - و= w أو o وذلك حسب قوة لفظ الواو في الكلمة - ي = y وفي حالة الياء الخفيفة يستخدم e - ء = 2 - پ = p - چ = j/ch - ڜ = ch - ڤ = v - گ = g |

وتكتب عادة باللهجة الدارجة وليس باللغة العربية الفصحى ويُضاف لهذه الطريقة الكثير من الكلمات البسيطة والاختصارات المتعارف عليها في اللاتيني الأنكليزي مثل :
- SMS: رسالة نصية قصيرة
- hi: مرحباً
- see you :CU نراك لاحقاً
- you too :U2 وأنت أيضاً
- BRB أو برب: وهي تعريب لجملة Be Right Back وتعني سأرجع.
- LOL أو لول: وهي أيضا تعريب لجملة Laughing Out Loud ومعناها الحرفي يعني اضحك بصوت عالي لكنها تستعمل عندما يكتب شخص ما شيئاً مضحكاً.
- g2g أو gtg: وهي تعني "إنني مضطر للذهاب"
- IDK: معناها لا أعرف I don't know
- TYT أو تيت: معناها خذ وقتك Take Your Time

كما أن هناك اختصارات ظهرت لعبارات عربية أصلا مثل:
- AA فهي اختصار لعبارة السلام عليكم Assalam Alykom
- ISA فهي اختصار لعبارة إن شاء الله In Sha2a Allah
- MSA فهي اختصار لعبارة ما شاء الله Ma Sha2a Allah
- JAK فهي اختصار لعبارة جزاكم الله خيراً Jazakom Allaho khayran

### مثال
(shlonak sha5barak? wenak 9arelna muda ma shayfik?)
تُقرأ: (شلونك شخبارك؟ وينك صارلنا مدة ما شايفيك؟)
وتعني: (كيف حالك؟ لقد مضى وقتٌ طويل لم نركَ منذ ذلك الحين).